# 麥長青
麥長青（英語：Evergreen Mak Cheung Ching，1968年12月18日—），人称麥包。香港男演員及節目主持，前無綫電視合約藝員，拍攝不少電視劇，離開TVB後主要負責獨立經營冰室的工作。
為前兒童節目閃電傳真機主持。扮演大花貓及大家庭較深刻。而其英文名「Evergreen」出自一次填寫藝員表格時，前藝人何寶生的修改。

## 背景

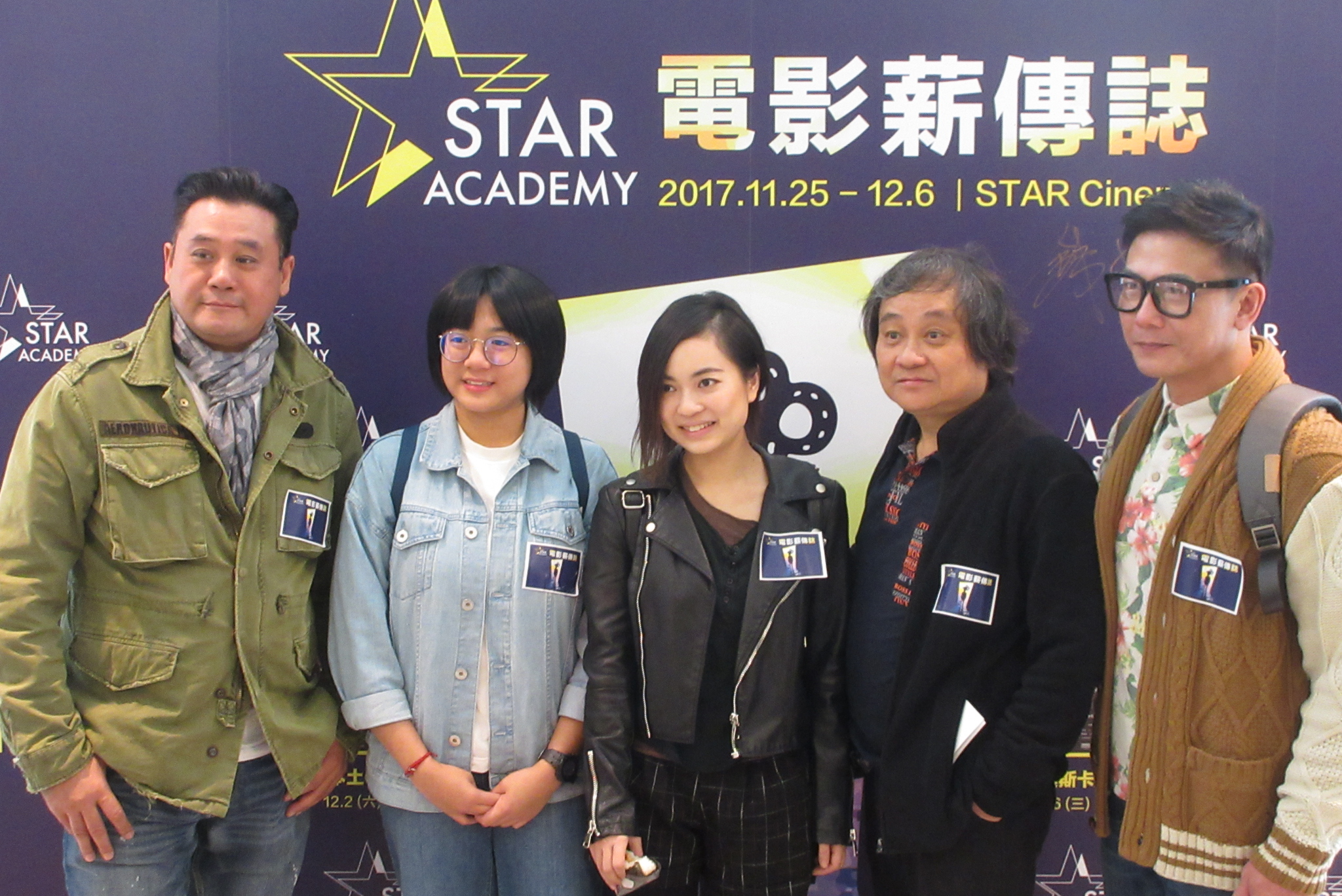
2017年11月洲立影藝「電影薪傳誌」活動，左起：麥長青、麥淳琳（麥長青女兒）、章彥琦、章國明、錢小豪

麥長青生於廣東順德；有一名胞弟和一名胞妹。而母親是一名繡工。他早年於順德生活，6歲時已在廚房用煤餅煮飯，又會務農和釣魚，曾因應當年內地政局問題接受小型軍事訓練。麥長青在12歲時隨母親由順德來港與父親團聚，移居九龍仔朱古仔村木屋區（現又一城、香港城市大學、又一村範圍）。後來再移居黃大仙徙置區。他在香港入讀小學四至六年級，曾就讀香港佛教英文中學（初中）和陳樹渠紀念中學（與演員林敬剛為同屆同學）。在校時成立了動漫學會，也是歷史和視聽學會的成員。又會參與校內演辯學會的活動。在1987年，當時未中五畢業的他曾到旺角警署遞交投考警員表格。同時獲中學老師的鼓勵參加無綫電視《超級新星選舉》，落敗後獲安排加入無綫電視藝員訓練班第14期藝員訓練班，與梅小惠、林文龍、郭富城等是同屆同學。
麥長青於入讀訓練班時獲兒童組監製招手而加入《430穿梭機》，與黃智賢一同主持。再在1989年主持兒童節目《閃電傳真機》達5年，與好友黃智賢當第一代主持，開始扮演不同環節裡的角色，令成年觀眾與小孩逐漸對他留有印象。直至1994年轉到戲劇組發展，出道至2016年一直效力無綫。他主持兒童節目期間曾兼任《Sunday新地帶》的主持，與梁漢文和湯寶如合作。1994年，前監製張乾文找麥長青出演《命轉乾坤》。於是，麥長青調離兒童節目組。2010年，他獲得監製李添勝賞識，演出台慶劇《巾幗梟雄之義海豪情》，憑角色「梁非凡」，於《萬千星輝頒獎典禮2010》獲得最佳男配角獎以及翌年的《亞洲電視大獎》「最佳男配角」。他曾經在某個專訪中講過自己發展不如意，原本打算2010年尾離開無綫，憑《巾幗梟雄之義海豪情》獲得最佳男配角後打消離巢的念頭。
2016年，麥長青原定是《親親我好媽》的男主角，傳聞因無綫電視高層之間內鬥，他成為犧牲品，在開拍前遭換角。同年12月與TVB改簽部頭合約。 2017年，與舊拍檔江美儀合作主持15集TVB節目《關你家事》，又於九龍灣德寶商場經營冰室「六樓後座」以保障收入；近年曾是無綫電視監製梁材遠的常用演員。他在2016年原本決定離開無綫，但因為想繼續與兩位好友江美儀及滕麗名拍攝《街市遊樂團》，後改簽部頭合約。不過原有合約亦於2019年4月約滿，他亦沒有續約，結束與無綫電視32年之賓主關係，並轉投香港電視娛樂之ViuTV，同年10月與同轉投ViuTV之金剛一同拍攝節目《C9旅行團》。
在2020年6月4日啟播的ViuTV節目《中佬唔易做》中，他將體驗「轉行」做GoGoVan司機，並大談娛樂圈辛酸史。麥長青表示目前正努力寫劇本，希望將來再跟ViuTV合作拍劇。

## 家庭
個人生活方面，麥長青已婚，育有一子一女。女兒麥淳琳是香港電影的幕後工作人員。

## 個人生活
麥長青擁有澳門賽馬會會籍，並成為馬主。擁有「麥包勁駒」等馬匹。
2021年广州市2019冠状病毒病聚集性疫情爆发后，麥長青在广州的一个社区担任志愿者，深受网民好评。

## 演出作品

### 電視劇（無綫電視）
| 首播   | 劇名               | 角色                           |
| 1987年 | 金裝季節           |                                |
| 1988年 | 奇門鬼谷           | 將 軍                          |
| 1988年 | 都市方程式         | Alan                           |
| 1988年 | 太平天國           | 山 賊                          |
| 1988年 | 兵權               | 兵 士                          |
| 1989年 | 萬家傳說           |                                |
| 1989年 | 決戰皇城           |                                |
| 1989年 | 連城訣             | 獄 卒                          |
| 1989年 | 花月佳期           |                                |
| 1989年 | 義不容情           | 大學生                         |
| 1989年 | 蓋世豪俠           | 玄冰宮弟子                     |
| 1989年 | 人海虎鯊           |                                |
| 1995年 | 命轉乾坤           | 程天遠                         |
| 1995年 | 邊緣故事           | 郭耀良                         |
| 1995年 | 南拳北腿           | 梁 坤（鐵橋三）                |
| 1995年 | 包青天             | 叱奴野 柳碇雲                  |
| 1995年 | 娛樂插班生         | 劉定康                         |
| 1995年 | 刑事偵緝檔案II     | 方昭榮                         |
| 1996年 | 天地男兒           | 李偉良                         |
| 1996年 | O記實錄II          | 黃 游                          |
| 1996年 | 西遊記             | 沙 僧（沙悟淨）                |
| 1997年 | 壹號皇庭V          | 楊家文                         |
| 1997年 | 天龍八部           | 游坦之                         |
| 1997年 | 美味天王           | 劫 匪                          |
| 1998年 | 聊齋（貳）         | 朱爾旦 王六郎                  |
| 1998年 | 西遊記（貳）       | 沙 僧（沙悟淨）                |
| 1998年 | 外父唔怕做         | 曾英偉                         |
| 1999年 | 茶是故鄉濃         | 鍾漢牛（牛哥、鍾姑爺、大水牛） |
| 2000年 | 無業樓民           | 洪大鳳                         |
| 2000年 | 大囍之家           | Raymond                        |
| 2000年 | 雷霆第一關         | 李柱碩                         |
| 2000年 | 碧血劍             | 義 深（鐵羅漢）                |
| 2001年 | 公私戀事多         | 馮福蔭                         |
| 2001年 | 尋秦記             | 麥偉健                         |
| 2001年 | 婚姻乏術           | 羅繼輝                         |
| 2002年 | 無頭東宮           | 馮樂人                         |
| 2002年 | 洛神               | 曹 彰                          |
| 2002年 | 鄭板橋             | 黃 慎                          |
| 2003年 | 天子尋龍           | 高力士                         |
| 2003年 | 智勇新警界         | 陸振英                         |
| 2003年 | 衛斯理             | 郭則清（小郭）                 |
| 2003年 | 金牌冰人           | 蔡 堯                          |
| 2003年 | 富豪海灣非凡情緣   | Bosco                          |
| 2004年 | 陀槍師姐IV         | 成展才（大难才）               |
| 2004年 | 廉政行動2004       | 余景新                         |
| 2004年 | 足秤老婆八両夫     | 麥守成                         |
| 2005年 | 奇幻潮             | 輝                             |
| 2006年 | 覆雨翻雲           | 朱 棣（燕王）                  |
| 2006年 | 鐵血保鏢           | 火樣紅                         |
| 2006年 | 法證先鋒           | 林少聰（Kenny）                |
| 2006年 | 鳳凰四重奏         | 連仲軒                         |
| 2006年 | 布衣神相           | 項少影                         |
| 2006年 | 東方之珠           | 華 龍（華探長）                |
| 2006年 | 賭場風雲           | Tyrant張                       |
| 2007年 | 寫意人生           | 高大威（Daniel）               |
| 2007年 | 緣來自有機         | 葉常盛                         |
| 2007年 | 爸爸閉翳           | 呂家齊（Leo）                  |
| 2008年 | 秀才愛上兵         | 蘇鎮南                         |
| 2008年 | 原來愛上賊         | 趙君豪                         |
| 2008年 | 與敵同行           | 潘志勤（大嚿）                 |
| 2008年 | 東山飄雨西關晴     | 葉向陽                         |
| 2009年 | 有營煮婦           | 游 佳（Johnson）               |
| 2009年 | 廉政行動2009       | 莫有權                         |
| 2009年 | 美麗高解像         | 杜 登                          |
| 2009年 | 老友狗狗           | 顏大強                         |
| 2010年 | 秋香怒點唐伯虎     | 鮑世傑                         |
| 2010年 | 談情說案           | 徐國安                         |
| 2010年 | 情越雙白線         | Mark哥                         |
| 2010年 | 巾幗梟雄之義海豪情 | 梁非凡（非凡哥）               |
| 2011年 | 隔離七日情         | 劉卓奇                         |
| 2011年 | Only You 只有您    | 莊思齊（齋哥）                 |
| 2011年 | 女拳               | 馬如燦                         |
| 2011年 | 團圓               | 萬永昌（青年）                 |
| 2011年 | 真相               | 蕭 福                          |
| 2011年 | 紫禁驚雷           | 卓木克·布齊                    |
| 2011年 | 九江十二坊         | 周世勳                         |
| 2012年 | 當旺爸爸           | 高威庭                         |
| 2012年 | 耀舞長安           | 喬步龍／高 仁                  |
| 2012年 | 怒火街頭2          | 戴超龍                         |
| 2013年 | 初五啟市錄         | 汪允傑                         |
| 2013年 | 心路GPS            | 梁忠信                         |
| 2013年 | 女警愛作戰         | 順                             |
| 2013年 | 師父·明白了        | 尹天邦                         |
| 2013年 | 舌劍上的公堂       | 夏侯武／夏侯勇                 |
| 2014年 | 新抱喜相逢         | 連祉森                         |
| 2014年 | 守業者             | 潘家顯（大少）                 |
| 2015年 | 倩女喜相逢         | 寧采民                         |
| 2015年 | 水髮胭脂           | 田克勤（Duncan）               |
| 2015年 | 愛·回家            | 倫伯寬                         |
| 2015年 | 樓奴               | 勞必達                         |
| 2015年 | 陪著你走           | 余加勁                         |
| 2015年 | 張保仔             | 張寶生                         |
| 2023年 | 香港人在北京       | 麥總經理                       |

### 電視劇（其他）
- 2002年：香港電台《生命激流》黑色暑假
- 2007年：香港電台《性本善2007》（第二集《此情可再》）飾 威
- 2009年：資訊《誠信理財冇煩惱》（第1-5集）飾 誠信大師
- 2011年：資訊《大眾銀行(香港)特約:大眾理財至有計》（第1-10集）飾 麥長青
- 2018年：香港電台《手語隨想曲6》 主持及演出
- 2018年：《蝕日風暴》 飾 药剂师•张博洋
- 2018年：《守護神之保險調查》 飾 甄志恆
- 2019年：《飛虎之雷霆極戰》 飾 温海
- 2019年：ViuTV《娛樂風雲》 飾 麥迪遜
- 2020年：ViuTV《戰毒》 飾 古偉聰
- 2022年：香港開電視《黑金風暴》 飾 方世雄
- 2022年：香港開電視《獅子山下的故事》 飾 馮世璋
- 2022年：《女法醫JD》 飾 魏傑
- 2022年：《繁花》 飾 馬老板
- 2024年：《太阳星辰》 飾 石达智
- 未播映：《西西弗斯的料理》

### 電視節目（無綫電視）
- 1987年：超級新星大賽
- 1987年：翡翠群星二十年
- 1989-1994年：閃電傳真機 飾 麥偵探、矇查查、戴家庭、怪家庭管家、 大花貓
- 1992-1993年：Sunday新地帶（與梁漢文、湯寶如）
- 1994年：孩子和天與地
- 1994年：真過癮時代
- 1995年：花弗新世界
- 1995年：歡樂滿東華
- 1996年：大江南北（南京特輯）
- 1997年：廣告大贏家
- 1997年：超級無敵獎門人之再戰江湖
- 1998年：98世界盃
- 1998年：康泰最緊要好玩 日本旅遊新路線
- 1999年：驚天動地獎門人
- 1999年：清潔香港清王清霸迎千禧
- 2000年：永安旅遊話你知：點解東歐咁好玩
- 2000年：Q仔Q女生日會
- 2000年：智尊打吡賽
- 2000年：奧運大玩特玩
- 2000年：為食大贏家
- 2000年：九巴縱橫多面睇
- 2001年：公益開心大富翁
- 2002年：智在必得
- 2002年：一觸即發
- 2002年：名人飯局
- 2002年：星晨旅遊馬星真程趣
- 2003年：星晨旅遊日本北海道真程趣
- 2004年：放學ICU
- 2004年：星晨旅遊埃及真程趣
- 2004年：繼續無敵獎門人
- 2007年：最緊要進步
- 2008年：鐵甲無敵獎門人
- 2010年：和味蘇
- 2011年：中國達人秀　香港精英爭霸戰
- 2011年：大廚出馬（第2輯）
- 2011年：甜姐兒
- 2011年：知法守法
- 2012年：新春自家菜
- 2012年：TVB最受歡迎電視廣告大獎
- 2012年：迎海尋珍奪寶
- 2012年：世界衝擊影像社
- 2013年：街坊廚神食四方
- 2013年：萬里尋爸
- 2014年：家家行運菜
- 2014年：西遊記 講呢啲
- 2014年：明星愛廚房
- 2015年：至尊街頭魔法王
- 2015年：萬里尋爸 中國篇
- 2015年：超強選擇1分鐘
- 2016年：Do姐有問題
- 2016年：男人食堂
- 2016年：乜都搞掂晒
- 2016年：街市遊樂團
- 2016年：萬里尋爸 第四輯
- 2016年：我愛香港
- 2016年：你健康嗎？（第二輯）
- 2017年：關你家事
- 2017年：街市遊樂團2
- 2017年：街市遊樂團3
- 2018年：新春開運王（第三輯）
- 2018年：屋邨遊樂團2
- 2018年：街市遊樂團（星馬篇）
- 2019年：街市新春攻略
- 2019年：街市遊樂團雙馬篇
- 2020年：雙祥見
- 2021年：童你一起長大了
- 2023年：請1日假去旅行 - 廣州、中山、江門篇
- 2023年：獎門人中秋感謝祭
- 2023年：約埋班Friend遊香港
- 2024年：大灣區美味好玩攻略
- 2025年：江湖見

### 電視節目（ViuTV）
- 2019年：C9 旅行團
- 2020年：中佬唔易做
- 2021年：調查男女

### 電視節目（其他）
- 2019年：熟悉的味道（好拍檔朱茵感恩對象）

### 動畫配音
- 2006年：獸猛猛奇兵 （The Wild）（粵語版）聲演　樹熊阿祖
- 2009年：喜羊羊與灰太狼之牛氣衝天（粵語版）聲演　澎恰恰
- 2010年：喜羊羊與灰太狼之虎虎生威（粵語版）聲演　虎威太歲
- 2011年：喜羊羊與灰太狼之兔年頂呱呱（粵語版） 聲演 苦瓜大王
- 2012年：喜羊羊與灰太狼之開心闖龍年（粵語版） 聲演 机械大黑龍

### MV
- 2018年：鄧健泓 那年。某日

### 電影
| 年份   | 片名                 | 角色            |
| 1988年 | 南北媽打             |                 |
| 1989年 | 嘩鬼有限公司         |                 |
| 1989年 | 傲氣雄鷹             |                 |
| 1990年 | 豬標一族             |                 |
| 1994年 | 非洲超人             |                 |
| 1995年 | 影子敵人             |                 |
| 1995年 | 炸彈情人             |                 |
| 1996年 | 極度獸性             |                 |
| 1998年 | 殺手再培訓           |                 |
| 1998年 | 榕樹頭講鬼           |                 |
| 1998年 | 邪教檔案之末日風暴   |                 |
| 2000年 | 砵蘭街馬王           |                 |
| 2002年 | 飄忽男女             |                 |
| 2003年 | 雙雄                 | 劉警司          |
| 2004年 | 新警察故事           | 談判專家        |
| 2007年 | 雀聖3 自摸三百番     | 餐廳侍應        |
| 2010年 | 72家租客             | 波鞋強          |
| 2010年 | 婚前試愛             | 酒店經理        |
| 2011年 | 我愛香港             | 非凡哥          |
| 2011年 | 勁抽福祿壽           |                 |
| 2011年 | 笑詠春               |                 |
| 2011年 | 戀夏戀夏戀戀下       |                 |
| 2011年 | Laughing Gor之潛罪犯 | 黎卓賢（黎Sir） |
| 2012年 | 2012我愛HK 喜上加囍  |                 |
| 2012年 | Together在一起       |                 |
| 2013年 | 2013我愛HK 恭喜發財  |                 |
| 2013年 | 釋迦牟尼佛傳         | 提婆達多        |
| 2013年 | 特殊身份             | 坤 哥           |
| 2016年 | 綁架丁丁當           | 姑 丈           |
| 2016年 | 辣警霸王花           |                 |
| 2017年 | 我們的6E班           | 李校監          |
| 2018年 | L風暴                | 楊正福          |
| 2019年 | 犯罪現場             | 昌 哥           |
| 2025年 | 獵金遊戲             | 韓英才          |
| 拍攝中 | 西謊遊記之唐僧踩錯界 |                 |

### 舞台劇
- 2016年1月29日-31日：《羅生門》飾演 強盜/樵夫（新光戲院大劇場）

### 電台
- 2018年7月30日至8月31日：《小小情人放暑假》（雷霆881，與陳琪主持）
- 2018年9月3日至：《小小情人開學了》（雷霆881）

## 獎項
| 年份   | 頒 獎 典 禮          | 獎項                           | 劇集                                  | 角色           | 結果 |
| ------ | -------------------- | ------------------------------ | ------------------------------------- | -------------- | ---- |
| 2002年 | 萬千星輝賀台慶2002   | 本年度我最喜愛的飛躍進步男藝員 | 無頭東宮                              | 馮樂人         | 提名 |
| 2003年 | 萬千星輝賀台慶2003   | 本年度我最喜愛的飛躍進步男藝員 | 天子尋龍                              | 高力士         | 提名 |
| 2003年 | 萬千星輝賀台慶2003   | 本年度我最喜愛的飛躍進步男藝員 | 智勇新警界                            | 陸振英         | 提名 |
| 2003年 | 萬千星輝賀台慶2003   | 本年度我最喜愛的拍檔（戲劇組） | 智勇新警界 （林保怡、陳浩民、麥長青） |                | 提名 |
| 2003年 | 萬千星輝賀台慶2004   | 本年度我最喜愛的男主角         | 陀槍師姐IV                            | 成展才         | 提名 |
| 2003年 | 萬千星輝賀台慶2004   | 本年度我最喜愛的男主角         | 足秤老婆八両夫                        | 麥守成         | 提名 |
| 2003年 | 萬千星輝賀台慶2004   | 本年度我最喜愛的拍檔（戲劇組） | 足秤老婆八両夫 （郭藹明、麥長青）     |                | 提名 |
| 2007年 | 萬千星輝頒獎典禮2007 | 最佳男配角                     | 寫意人生                              | 高大威         | 提名 |
| 2009年 | 萬千星輝頒獎典禮2009 | 最佳男配角                     | 有營煮婦                              | 游 佳          | 提名 |
| 2010年 | 萬千星輝頒獎典禮2010 | 最佳男配角                     | 巾幗梟雄之義海豪情                    | 梁非凡         | 獲獎 |
| 2011年 | 亞洲電視大獎         | 最佳男配角                     | 巾幗梟雄之義海豪情                    | 梁非凡         | 獲獎 |
| 2014年 | 萬千星輝頒獎典禮2014 | 最佳男配角                     | 舌劍上的公堂                          | 夏侯武／夏侯勇 | 提名 |
| 2015年 | 萬千星輝頒獎典禮2015 | 最佳男配角                     | 愛·回家                               | 倫伯寬         | 提名 |

## 書籍
- 2001年：烹飪書
  - 清熱養顔湯水
  - 滋補強身湯水消
  - 脂瘦身家常菜
  - 開胃有益家常菜
  - 滋補健康家常菜

## 外部連結
- 麥長青的新浪微博
- 麥長青的Instagram帳戶
- 麥長青在香港影庫上的簡介
- 麥長青的哔哩哔哩个人空间